# 山本和臣
山本 和臣（やまもと かずとみ、1988年1月3日 - ）は、日本の男性声優、歌手。兵庫県神戸市東灘区出身。アミュレート所属。

## 経歴
プロダクション・エース演技研究所出身。
最初は声優にこだわった訳ではなかったが、「職業として突き詰めていったら声優が一番いろんな役にチャレンジできる」「何かしら可能性があるなら受かるはず」と思い、プロダクション・エースを受けたという。
2009年にデビュー。2012年に『機動戦士ガンダムAGE』のキオ・アスノ役で自身初の主役を務め、2013年の第7回声優アワードで新人男優賞を受賞。
2024年3月31日をもってプロダクション・エースを退所、翌4月1日アミュレートへの移籍を自身のSNSで発表。

## 人物

### エピソード
地声から声が高いため、女性役を演じることもある。
惑星ピスタチオという劇団が役者を志したきっかけになった。
和臣という字から、「かずおみ」と間違われることが多いが、「かずとみ」である。
愛猫の名前はちぇるたで、名前の由来は、昔から使っていたハンドルネームが「ちぇるた」だったため。『美男高校地球防衛部LOVE!』のゲーム『美男高校地球防衛部LOVE!GAME!』でも、ちぇる ちぇるたという名前を使っている。

### 趣味・嗜好
資格は情報処理技術者、漢字検定2級、ワープロ検定1級。趣味・特技はクラリネット、タイピング。方言は関西弁。
ミルクティーが大好きで、ほぼ毎日飲んでいる。パックはリプトン、缶は午後の紅茶、ペットボトルは紅茶花伝と飲み分けている。

### 交友関係
アニメ『美男高校地球防衛部LOVE!』のメインキャスト4人とは私生活でも親しく、特に増田俊樹とは、一緒に東京ディズニーランドに行ったり、食事をしたり、頻繁に会う仲である。

## 出演
太字はメインキャラクター。

### テレビアニメ
2009年
- 生徒会の一存（中目黒善樹、マーライオン）

2010年
- みつどもえ（2010年 - 2011年、千葉雄大、千葉和実、ゲスラゴン） - 2シリーズ

2011年
- いつか天魔の黒ウサギ（天使、生徒）
- これはゾンビですか?（ファン）
- 世界一初恋（引っ越し業者、社員）
- デッドマン・ワンダーランド（山崎）
- 日常（中之条剛）
- 毎日かあさん（ふみの妄想彼氏）

2012年
- Another（望月優矢）
- 機動戦士ガンダムAGE（キオ・アスノ）
- NARUTO -ナルト- SD ロック・リーの青春フルパワー忍伝（2012年 - 2013年、抜忍〈抜け忍〉、草隠れの忍A、不良忍者、通行人、野次馬 他）
- Persona4 the ANIMATION（少年）

2013年
- 俺の脳内選択肢が、学園ラブコメを全力で邪魔している（吉原桃夜）
- 銀河機攻隊 マジェスティックプリンス（クレイン）
- げんしけん 二代目（波戸賢二郎〈男〉）
- ブラッドラッド（ミミック吉田）
- 魔界王子 devils and realist（アモン、友人）

2014年
- 暁のヨナ（ミンス）
- 俺、ツインテールになります。（男子生徒）
- 繰繰れ! コックリさん（山本くん）
- 団地ともお（熱海）
- ドラえもん（テレビ朝日版第2期）（2014年 - 2015年、青年、男の子）
- 七つの大罪（2014年 - 2015年、ギルサンダー〈少年〉）
- ハイキュー!!（森）
- 棺姫のチャイカ（レオナルド・ストーラ） - 2シリーズ
- フューチャーカード バディファイト（2014年 - 2018年、黒岳テツヤ、幸いの竜 フォーボルカ、ダンシングマジシャン テツヤ、一眼忍者 零布） - 5シリーズ
- まじもじるるも（福助豆男）
- マケン姫っ!通（敵A、用心棒）
- LOVE STAGE!!（外村光輔）

2015年
- 雨色ココア シリーズ（2015年 - 2016年、古賀ノエル） - 2シリーズ
- Dance with Devils（ポメラニアン、幼少リンド）
- 美男高校地球防衛部LOVE!（2015年 - 2018年、箱根有基、謎のお兄さん） - 3シリーズ
- ユリ熊嵐（ライフ・ビューティー）

2016年
- 少年メイド（伊吹）
- D.Gray-man HALLOW（キレドリ）
- デュラララ!!×2 結（少年）
- 刀剣乱舞-花丸-（2016年 - 2018年、乱藤四郎） - 2シリーズ
- ななにんのあやかし-ちみちみ魍魎!!現代物語-（ちぇるた）

2017年
- ベイブレードバースト（山吹アキラ）
- 夏目友人帳 陸（アズマ）
- カブキブ!（数馬克己）
- 将国のアルタイル（バスコ）
- 6HP/シックスハートプリンセス（嗅霧湖 四条）

2018年
- gdメン gdgd men's party（ヨミ）
- うちのウッチョパス（かんたろう）
- ガイコツ書店員 本田さん（ラビットヘッド、E社営業、電話1、書店員純朴）
- RErideD-刻越えのデリダ-（グラハム）

2019年
- 荒野のコトブキ飛行隊（アレン）
- 真夜中のオカルト公務員（ユキ）
- なんでここに先生が!?（高橋隆）
- クレヨンしんちゃん（ゆずっこA）
- あんさんぶるスターズ!（春川宙）

2020年
- グレイプニル（春日勇）
- おそ松さん（2020年 - 2025年、AIロボ、オムスビ〈シャケ / ウメ〉） - 2シリーズ

2021年
- アイ★チュウ（及川桃助）
- 黒ギャルになったから親友としてみた。（千原獅音）
- Fairy蘭丸〜あなたの心お助けします〜（バックン）
- 戦闘員、派遣します!（男の子A）
- 異世界魔王と召喚少女の奴隷魔術Ω（グリューン）

2022年
- ユーレイデコ（ロジ）
- BORUTO-ボルト- NARUTO NEXT GENERATIONS（練切コナシ）
- 惑星のさみだれ（ランス＝リュミエール）
- 忍たま乱太郎（村長の奥さん）

2023年
- 七つの魔剣が支配する（カルロス＝ウィットロウ）
- おじゃる丸（タネ）

2024年
- 月刊モー想科学（ジロー・田中）
- 貼りまわれ!こいぬ（友代、客、犬ジョン、リスナー犬、客B） - 2シリーズ
- 刀剣乱舞 廻 -虚伝 燃ゆる本能寺-（乱藤四郎）
- ハイガクラ（ウサギ仮面）
- 科学×冒険サバイバル!（ジュノ）
- BLEACH 千年血戦篇-相剋譚-（文画郎）
- 9-nine- Ruler’s Crown（深沢与一）
- CITY THE ANIMATION（白金、オババ、茂倉）

### 劇場アニメ
- キャプテンハーロック -SPACE PIRATE CAPTAIN HARLOCK-（2013年、ヤマ〈少年時代〉）
- Dance with Devils-Fortuna-（2017年、ポメラニアン）
- 二ノ国（2019年、トンテキ）
- おそ松さん〜ヒピポ族と輝く果実〜（2022年、オムスビ〈シャケ / ウメ〉）
- おそ松さん〜魂のたこ焼きパーティーと伝説のお泊り会〜（2023年、オムスビ〈シャケ / ウメ〉[60]）

### OVA
- 棺姫のチャイカ AVENGING BATTLE（2015年、レオナルド・ストーラ）
- 美男高校地球防衛部LOVE!LOVE!LOVE!（2017年、箱根有基[61]）

### Webアニメ
- 超游世界（2017年、ハキ[62]）
- ルナたん 〜1万年のひみつ〜（2017年、ハリー[63]）
- 夢王国と眠れる100人の王子様 Short Stories（2017年、アケディア）
- 大福マン（2018年 - 2019年、大福マン）

### ゲーム
2010年
- 生徒会の一存 -DSする生徒会-（中目黒善樹）

2011年
- 日常（宇宙人）（中之条剛）

2012年
- 機動戦士ガンダムAGE ユニバースアクセル / コズミックドライブ（キオ・アスノ） - 2作品

2013年
- 生徒会の一存 Lv.2 PORTABLE（中目黒善樹）

2015年
- アイ★チュウ（及川桃助）
- 機動戦士ガンダム エクストリームバーサス（2015年 - 2016年、キオ・アスノ） - 2作品
- グランブルーファンタジー（アルトス）
- スーパーロボット大戦BX（キオ・アスノ）
- ゼノブレイドクロス（ロック）
- 刀剣乱舞 ONLINE（2015年 - 2024年、乱藤四郎）
- 美男高校地球防衛部LOVE!GAME!（箱根有基）
- フューチャーカード バディファイト 友情の爆熱ファイト!（黒岳テツヤ）

2016年
- あんさんぶるスターズ！（2016年 - 2020年、春川宙）
- 一血卍傑-ONLINE-（イバラキドウジ）
- 円環のパンデミカ（志方マホロ）
- クイズRPG 魔法使いと黒猫のウィズ（ヴェレフキナ・アマン）
- シノビナイトメア（輝星将ヨシムネ）
- Dance with Devils（ポメラニアン、幼少リンド）
- ドSに恋して 〜スイートルームで秘密の支配〜（吉良睦月）
- 夢王国と眠れる100人の王子様（アケディア）

2017年
- あやかしむすび（立花神之介）
- フューチャーカード バディファイト 目指せ！バディチャンピオン！（黒岳テツヤ）

2018年
- ソードアート・オンライン フェイタル・バレット（アファシスA290-00 男ボイス1）
- IDOL FANTASY - アイドルファンタジー -（ムース）
- アトリエオンライン 〜ブレセイルの錬金術士〜（ルー）
- ロックマン11 運命の歯車!!（ブロックマン）
- 機動戦士ガンダム エクストリームバーサス2（2018年 - 2025年、キオ・アスノ） - 4作品
- Dance with Devils My Carol（ポメラニアン）
- 超回転 寿司ストライカー The Way of Sushido（ドードン）
- 文豪とアルケミスト（小川未明）
- メギド72（2018年 - 2023年、アロケル、アンドラス）

2020年
- SDガンダム GGENERATION CROSSRAYS（キオ・アスノ） - DLC追加キャラクター
- あんさんぶるスターズ!! Basic / Music（2020年 - 2024年、春川宙） - 2作品
- ドトコイ（志摩ひかる）
- ドラゴンクエストX いばらの巫女と滅びの神 オンライン（聖光教主）

2021年
- 9-nine-（深沢与一）
- スーパーロボット大戦30（クレイン）

2022年
- 夢職人と忘れじの黒い妖精（スカー）
- SDガンダム バトルアライアンス（キオ・アスノ） - DLC追加キャラクター

2023年
- テミラーナ国の強運姫と悲運騎士団（キア）

2024年
- 百英雄伝（アルー）

2025年
- 原神（ダリア）

### ドラマCD
- 甘く優しい世界で生きるには（リェチーチ・テラペイア[84]）
- 11人いる!（フロルベリチェリ・フロル[85]）
- 七人の妖（ちぇるた[86]）
- ハイラのSP -龍伐庁調査執行部第3課-（ハイラ[87]）
- パパムパ（桜紫苑）
- 魔界王子 devils and realist スペシャルドラマCD「realist and companion」（潤いの友A[88]）
- 魔女っ子少年マジカルピースドラマCD 〜大正103年・巡る5つの時間軸〜（みも〈うさ未森〉）
- みつどもえ 〜伝説のはじまり〜（千葉雄大）
- 星空ホールへおいでよ♪2nd☆nightドラマCD（エル）
- 真夜中アイドル!モザチュン VOL.1
- モザイク・スターズ 02. オリジナルドラマ -モザチュン結成秘話-（社長[89]）

### BLCD
- 酷くしないで 4（沖野）

### 吹き替え

#### 映画
- ウエスト・サイド・ストーリー（エニーボディズ〈アイリス・メナス〉[90]）
- ダークスカイズ（ジェシー・バレット〈ダコタ・ゴヨ〉）
- フェリックスの不思議な冒険（ネット）
- ユージュアル・ネイバー（アンディ〈チャーリー・ターハン〉）
- ライアー・ボーイ ウソで乗りきるスクールライフ（マイキー）
- LIFE!（リッチ）

#### ドラマ
- 科学ファミリー ラボラッツ（レオ）
- コールドケース6（ガブリエル）
- コールドケース7 ザ・ファイナル（キース）
- サイテー!ハイスクール（ルーク）
- シェキラ!
- 水滸伝 All Men Are Brothers（小石頭）
- SCORPION/スコーピオン（オーウェン）
- ゾウズ・フー・キル3 殺意の深層
- 超能力ファミリー サンダーマン（マイク）
- ビクトリアス
- フラーハウス（ジャクソン・フラー）
- ボルジア家 愛と欲望の教皇一族（ホフレ・ボルジア）
- LAW & ORDER20（ラファ）
- LAW & ORDER18（アンディ）
- ミステリー・グースバンプス（ジェリー〈第7話 『幽霊のピアノレッスン』〉）（2015年Netflix版）

#### アニメ
- それいけ!カキ男（アーサー）
- ちいさなプリンセス ソフィア（カリード）
- プリンセスとドラゴンの魔法の本（ドラゴーシャ）
- ヘンリー・ハグルモンスター（コビー、ベケット）

### デジタルコミック
- 猫絵十兵衛 御伽草紙（松吉）

### ラジオ
※はインターネット配信。
- 白石稔のガチ無知ラジオ（2010年、ランティスウェブラジオ※）
- A&G 超! RADIO SHOW〜アニスパ（2009年 - 2010年、文化放送・超!A&G+※、番組内コーナー「カドまる情報局」担当）
- 月刊 新・男前通信〜月刊 山本和臣（2015年、文化放送モバイルplus※）
- 帝王森川とボイトレ男子（2016年 - 2017年、ラジオ大阪・ニコニコチャンネル※）
- 遊星高校ラジオ部@部員募集中（2018年 - 、超!A&G+※）

### テレビ番組
※はインターネット配信。
- 「げんしけん二代目」サークル室雑談会（2013年、ニコニコ生放送※）
- 美男高校地球防衛部LOVE!ニコ生!〜バトルナマァーズ〜（2014年 - 2017年、ニコニコ生放送※）
- 声優男子ですが…?（2015年 - 2017年、ファミリー劇場[91]）

### 舞台
- 演劇集団チキンラン第三回公演「ブライトスター〜伝ウ泪ハ誰ガ為ノ言ノ葉〜」
- BIZARRE公演vol. 2【ZIPANGパイレーツ】
- 集団NO PLAN フェニックス公演 朗読劇「一すじの峰（きっさき）」
- 集団NO PLAN 朗読劇「家族百景」
- 「ミュージカル 悪ノ娘[92]」(2017年、アレン＝アヴァドニア)
- 朗読劇「レスティリズム- L'asterisme-」（2018年、ローズ[93]）
- 朗読劇「思春期ビターチェンジ」（2019年、木村佑太）
- Classic Movie Reading Vol.1「ローマの休日」（2023年、ブルーノ・リッチ）[94]

### 特撮
- 仮面ライダーガヴ（2025年、コメル・アマルガの声）

### その他コンテンツ
- ドラえもん&チンプイ エリ様 愛のプレゼント大作戦（内木一郎[95]）
- DAM『あにそんボーカル』「ダンバイン とぶ」[96]
- 戦国IXA 千万の覇者 ボイスドラマ『本能寺の変～暁の夢～』（2017年、森蘭丸）
- ボイレピ♪ 朝ごはん #28 山本和臣さんの声で作る「スモークサーモンとアボカドのオープンサンド」（2022年）[97]

## ディスコグラフィ

### シングル
|        | 発売日        | タイトル           | 規格品番    | 規格品番   | 最高位 |
| 限定盤 | 発売日        | タイトル           | 通常盤      |            | 最高位 |
| ------ | ------------- | ------------------ | ----------- | ---------- | ------ |
| 1st    | 2014年8月6日  | CLICK YOUR HEART!! |             | LACM-14247 | 125位  |
| 2nd    | 2015年5月27日 | ソレーユ・モア     | COZC-1043/4 | COCC-17014 | 158位  |

### アルバム
|     | 発売日        | タイトル | 規格品番   | 最高位 |
| --- | ------------- | -------- | ---------- | ------ |
| 1st | 2016年2月10日 | White    | COCX-39379 | 164位  |

### タイアップ曲
| 楽曲               | タイアップ                                     | 時期   |
| ------------------ | ---------------------------------------------- | ------ |
| CLICK YOUR HEART!! | テレビアニメ『LOVE STAGE!!』エンディングテーマ | 2014年 |
| ソレーユ・モア     | テレビアニメ『トリアージX』エンディングテーマ  | 2015年 |

### キャラクターソング
| 発売日   | 商品名                                                                                                | 歌 | 楽曲                                                                                      | 備考                                                           |
| 2010年   | 2010年                                                                                                | 2010年 | 2010年                                                                                    | 2010年                                                         |
| -------- | --- | --- | ----------------------------------------------------------------------------------------- | -------------------------------------------------------------- |
| 4月26日  | 生徒会の一存 キャラクター・ファンディスク 杉崎鍵                                                      | 杉崎鍵（近藤隆） w/z 中目黒善樹（山本和臣） | 「ラムチョップのソテーと仔牛のスペアリブ」                                                | テレビアニメ『生徒会の一存』関連曲                             |
| 2011年   | | |                                                                                           |                                                                |
| 4月6日   | みつどもべすと                                                                                        | 千葉雄大（山本和臣）、佐藤信也（三瓶由布子） | 「青春はハナヂ色」                                                                        | テレビアニメ『みつどもえ』関連曲                               |
| 2012年   | | |                                                                                           |                                                                |
| 7月11日  | Another キャラクターソングアルバム Songs party〈歌宴〉                                                | 望月優矢（山本和臣） | 「世界の叫びを聴いたことありますか？」                                                    | テレビアニメ『Another』関連曲                                  |
| 10月24日 | 機動戦士ガンダムAGE キャラクターソングアルバム Vol.3                                                  | キオ・アスノ（山本和臣） | 「AGE OF PEACE」                                                                          | テレビアニメ『機動戦士ガンダムAGE』関連曲                      |
| 2013年   | | |                                                                                           |                                                                |
| 12月11日 | げんしけん二代目 MEBAETAME Music Collection vol.3                                                     | 波戸賢二郎（加隈亜衣、山本和臣） | 「ただ見つめてるだけ」                                                                    | テレビアニメ『げんしけん二代目』関連曲                         |
| 2015年   | | |                                                                                           |                                                                |
| 1月21日  | 絶対無敵☆Fallin' LOVE☆                                                                                | 地球防衛部 | 「絶対無敵☆Fallin' LOVE☆」                                                                | テレビアニメ『美男高校地球防衛部LOVE!』オープニングテーマ      |
| 1月21日  | 絶対無敵☆Fallin' LOVE☆                                                                                | 地球防衛部 | 「Just going now!!」                                                                      | テレビアニメ『美男高校地球防衛部LOVE!』関連曲                  |
| 2月18日  | 美男高校地球防衛部LOVE! キャラクターソングCD1 バトルラヴァーズ SONGS 〜LOVE Shower!〜                 | 箱根有基（山本和臣） | 「1・2・3でLOVE&JOY!!」                                                                   | テレビアニメ『美男高校地球防衛部LOVE!』関連曲                  |
| 4月29日  | 美男高校地球防衛部LOVE! キャラクターソングCD3 地球防衛部 DUET SONGS 〜LOVE Making!〜                  | 箱根有基（山本和臣）、愛の手：箱根強羅（杉田智和） | 「Oh My あんちゃん♡」                                                                     | テレビアニメ『美男高校地球防衛部LOVE!』関連曲                  |
| 8月19日  | Let's Go!! LOVE Summer♪                                                                               | 地球防衛部 | 「Let's Go!! LOVE Summer♪」 「LOVE FRIENDS」                                              | テレビアニメ『美男高校地球防衛部LOVE!』関連曲                  |
| 2016年   | | |                                                                                           |                                                                |
| 4月28日  | 星空ホールへおいでよ♪ メッセージソングCD エル編 キラキラ笑顔の未来予想                                | エル（山本和臣） | 「星空ホールへおいでよ♪」 「キラキラ笑顔の未来予想」                                      | 『星空ホールへおいでよ♪』関連曲                                |
| 5月25日  | ずっとOnly You                                                                                        | 有頂天BOYS | 「ずっとOnly You」                                                                        | テレビアニメ『少年メイド』エンディングテーマ                   |
| 5月25日  | ずっとOnly You                                                                                        | 有頂天BOYS | 「ありがとうなんていわないぜ」 「CLEAR BLUE HEART」                                       | テレビアニメ『少年メイド』挿入歌                               |
| 7月20日  | 沸点突破☆LOVE IS POWER☆                                                                               | 地球防衛部 | 「沸点突破☆LOVE IS POWER☆」                                                               | テレビアニメ『美男高校地球防衛部LOVE!LOVE!』オープニングテーマ |
| 7月20日  | 沸点突破☆LOVE IS POWER☆                                                                               | 地球防衛部 | 「Boys Go Straight」                                                                      | テレビアニメ『美男高校地球防衛部LOVE!LOVE!』関連曲             |
| 7月20日  | アイ★チュウ creation 02.POP'N STAR                                                                    | POP'N STAR | 「We are I★CHU!」 「Happy Birth Day to us!」                                              | ゲーム『アイ★チュウ』関連曲                                    |
| 7月27日  | 1,2,Step!                                                                                             | 有頂天BOYS | 「キミ宣言！」                                                                            | テレビアニメ『少年メイド』関連曲                               |
| 7月27日  | 1,2,Step!                                                                                             | 伊吹（山本和臣） | 「ユメ よ リアル に なれ！」                                                              | テレビアニメ『少年メイド』関連曲                               |
| 10月10日 | N/A                                                                                                   | 能登飴太郎（山本和臣） | 「ボイスエクスタシー」                                                                    | 『帝王森川とボイトレ男子』関連曲                               |
| 10月26日 | 刀剣乱舞-花丸- 歌詠集其の二                                                                           | 前田藤四郎（入江玲於奈）、薬研藤四郎（山下誠一郎）、五虎退（粕谷雄太）、秋田藤四郎（山谷祥生）、乱藤四郎（山本和臣）、平野藤四郎（浅利遼太）、厚藤四郎（山下大輝） | 「花の薫りは叶枝垂れ」                                                                    | テレビアニメ『刀剣乱舞-花丸-』エンディングテーマ               |
| 11月23日 | 刀剣乱舞-花丸- 歌詠集其の四                                                                           | 前田藤四郎（入江玲於奈）、鯰尾藤四郎（斉藤壮馬）、薬研藤四郎（山下誠一郎）、五虎退（粕谷雄太）、秋田藤四郎（山谷祥生）、乱藤四郎（山本和臣）、平野藤四郎（浅利遼太）、骨喰藤四郎（鈴木裕斗）、厚藤四郎（山下大輝）、博多藤四郎（大須賀純）、一期一振（田丸篤志）                                                                         | 「恋と浄土の八重桜」                                                                      | テレビアニメ『刀剣乱舞-花丸-』エンディングテーマ               |
| 12月7日  | 刀剣乱舞-花丸- 歌詠集其の五                                                                           | にっかり青江（間島淳司）と幽霊退治戦隊 | 「にっかり妖かし数え唄」                                                                  | テレビアニメ『刀剣乱舞-花丸-』エンディングテーマ               |
| 12月21日 | あんさんぶるスターズ！ ユニットソングCD 2nd Vol.08 Switch                                             | Switch | 「Temptation Magic」 「Knockin' Fantasy」                                                 | ゲーム『あんさんぶるスターズ！』関連曲                         |
| 2017年   | | |                                                                                           |                                                                |
| 3月22日  | glace                                                                                                 | POP'N STAR | 「青空エスケープ」                                                                        | ゲーム『アイ★チュウ』関連曲                                    |
| 6月21日  | アイ★チュウ 〜シャッフルユニットミニアルバム〜                                                        | Warlock | 「Victim Collection〜極上の生贄たちへ〜」                                                 | ゲーム『アイ★チュウ』関連曲                                    |
| 8月23日  | 永遠未来☆LOVE YOU ALL☆/心と心で                                                                       | 地球防衛部 | 「永遠未来☆LOVE YOU ALL☆」 「心と心で」                                                   | OVA『美男高校地球防衛部LOVE!LOVE!LOVE!』主題歌                 |
| 8月26日  | ダウンロードカード                                                                                    | 森山帝（森川智之）、ボイトレ男子 | 「ボイスエクスタシー」 「ボイススプレマシー」 「ボイスエクストリーム」 「涙色の装飾音符」 | 『帝王森川とボイトレ男子』関連曲                               |
| 12月6日  | あんさんぶるスターズ！ ユニットソングCD 3rd Vol.09 Switch                                             | Switch | 「イースター・カーニバル」 「Galaxy Destiny」                                             | ゲーム『あんさんぶるスターズ！』関連曲                         |
| 12月6日  | 『刀剣乱舞-花丸-』歌詠全集                                                                            | 花丸刀剣男士一同 | 「花丸◎日和！47振りver.」                                                                 | 劇場アニメ『刀剣乱舞-花丸- 〜幕間回想録〜』主題歌              |
| 2018年   | | |                                                                                           |                                                                |
| 1月31日  | 続『刀剣乱舞-花丸-』歌詠集 其の四                                                                     | 大和守安定（市来光弘）、加州清光（増田俊樹）、山姥切国広（前野智昭）、獅子王（逢坂良太）、石切丸（高橋英則）、秋田藤四郎（山谷祥生）、乱藤四郎（山本和臣）、鳴狐（浅沼晋太郎） | 「花丸印の日のもとで ver.4」                                                              | テレビアニメ『続 刀剣乱舞-花丸-』オープニングテーマ            |
| 2月21日  | 続『刀剣乱舞-花丸-』歌詠集 其の七                                                                     | 前田藤四郎（入江玲於奈）、鯰尾藤四郎（斉藤壮馬）、薬研藤四郎（山下誠一郎）、五虎退（粕谷雄太）、秋田藤四郎（山谷祥生）、乱藤四郎（山本和臣）、平野藤四郎（浅利遼太）、骨喰藤四郎（鈴木裕斗）、厚藤四郎（山下大輝）、博多藤四郎（大須賀純）、一期一振（田丸篤志）、後藤藤四郎（村田太志）、信濃藤四郎（小林裕介）、包丁藤四郎（宮田幸季） | 「鈴生り時にて」                                                                          | テレビアニメ『続 刀剣乱舞-花丸-』エンディングテーマ            |
| 3月18日  | 子猫ちゃんリサイタル昼の部ダウンロードカード                                                          | 森山帝（森川智之）、ボイトレ男子 | 「ボイスエクスタシーピアノバージョン」                                                    | 『帝王森川とボイトレ男子』関連曲                               |
| 3月18日  | 子猫ちゃんリサイタル夜の部ダウンロードカード                                                          | 森山帝（森川智之）、ボイトレ男子 | 「ボイススプレマシーピアノバージョン」                                                    | 『帝王森川とボイトレ男子』関連曲                               |
| 3月18日  | ボイトレ男子キャラクターソング集                                                                      | 能登飴太郎（山本和臣） | 「マグダラ」 「マグダラピアノバージョン」                                                 | 『帝王森川とボイトレ男子』関連曲                               |
| 4月4日   | fleur                                                                                                 | POP'N STAR | 「Shiny Butterfly」 「小さな革命」                                                        | ゲーム『アイ★チュウ』関連曲                                    |
| 10月24日 | あんさんぶるスターズ！アルバムシリーズ Switch                                                         | Switch | 「エメラルドプラネット」 「I "Witch" You A Happy Halloween!」                             | ゲーム『あんさんぶるスターズ！』関連曲                         |
| 10月24日 | あんさんぶるスターズ！アルバムシリーズ Switch                                                         | 春川宙（山本和臣） | 「VIVID ROLE-PLAYING」                                                                    | ゲーム『あんさんぶるスターズ！』関連曲                         |
| 2019年   | | |                                                                                           |                                                                |
| 8月14日  | Stars' Ensemble!                                                                                      | 夢ノ咲ドリームスターズ | 「Stars' Ensemble!」                                                                      | テレビアニメ『あんさんぶるスターズ！』オープニングテーマ       |
| 11月27日 | あんさんぶるスターズ！ EDテーマ集 VOL.04                                                              | Switch | 「Magic for your "Switch"」                                                               | テレビアニメ『あんさんぶるスターズ！』エンディングテーマ       |
| 2020年   | | |                                                                                           |                                                                |
| 8月26日  | BRAND NEW STARS!!                                                                                     | ESオールスターズ | 「BRAND NEW STARS!!」                                                                     | ゲーム『あんさんぶるスターズ!!』主題歌                         |
| 8月26日  | BRAND NEW STARS!!                                                                                     | ESオールスターズ | 「Walk with your smile」                                                                  | ゲーム『あんさんぶるスターズ!!』関連曲                         |
| 12月23日 | OUVERTURE                                                                                             | POP'N STAR | 「Close to Me!!!」                                                                        | ゲーム『アイ★チュウ Étoile Stage』関連曲                       |
| 2021年   | | |                                                                                           |                                                                |
| 1月27日  | あんさんぶるスターズ!! シャッフルユニットソングコレクション vol.01                                    | Branco | 「Sweet Sweet White Song」                                                                | ゲーム『あんさんぶるスターズ!!』関連曲                         |
| 2月24日  | Amazing Intelligence 〜クズは最高!!!!!!!!!!!!!♡♡△△〜                                                  | オムスビ（山本和臣） with おそ松さんオールスターズ | 「Amazing Intelligence 〜クズは最高!!!!!!!!!!!!!♡♡△△〜」                                  | テレビアニメ『おそ松さん』第3期エンディングテーマ              |
| 2月24日  | 一番星                                                                                                | アイチュウ | 「一番星の歌〜未来のレジェンド伝説〜」                                                    | テレビアニメ『アイ★チュウ』オープニングテーマ                  |
| 5月26日  | あんさんぶるスターズ!! ESアイドルソング season1 Switch                                                | Switch | 「オモイノカケラ」 「BRAND NEW STARS!!」                                                  | ゲーム『あんさんぶるスターズ!!』関連曲                         |
| 6月9日   | あんさんぶるスターズ!! FUSION UNIT SERIES 01 Switch × Eden                                            | Switch、Eden | 「Majestic Magic」                                                                        | ゲーム『あんさんぶるスターズ!!』関連曲                         |
| 6月9日   | あんさんぶるスターズ!! FUSION UNIT SERIES 01 Switch × Eden                                            | Switch | 「FUSIONIC STARS!!」                                                                      | ゲーム『あんさんぶるスターズ!!』関連曲                         |
| 6月23日  | FUSIONIC STARS!!                                                                                      | ESオールスターズ | 「FUSIONIC STARS!!」                                                                      | ゲーム『あんさんぶるスターズ!!』関連曲                         |
| 7月28日  | 「黒ギャルになったから親友としてみた。」Blu-ray・DVD コミックフェスタ・アニメ公式Shop限定特典主題歌CD | 千原獅音（山本和臣） | 「HOT♡SUMMER」                                                                            | テレビアニメ『黒ギャルになったから親友としてみた。』主題歌     |
| 8月18日  | おそ松さん Original Sound Track Album3                                                                | オムスビ（山本和臣） with おそ松さんオールスターズ | 「Amazing Intelligence 〜クズは最高!!!!!!!!!!!!!♡♡△△〜 Type FINAL」                       | テレビアニメ『おそ松さん』第3期エンディングテーマ              |
| 2022年   | | |                                                                                           |                                                                |
| 5月11日  | あんさんぶるスターズ!! ESアイドルソング season2 Switch                                                | Switch | 「Brilliant Smile」 「A little bit UP!!」                                                 | ゲーム『あんさんぶるスターズ!!』関連曲                         |
| 2024年   | | |                                                                                           |                                                                |
| 6月26日  | Stars' Ensemble!                                                                                      | 夢ノ咲ドリームスターズ | 「Stars' Ensemble!」                                                                      | ゲーム『あんさんぶるスターズ!!』関連曲                         |
| 6月26日  | BRAND NEW STARS!!                                                                                     | ESオールスターズ | 「BRAND NEW STARS!!」 「Walk with your smile」                                            | ゲーム『あんさんぶるスターズ!!』関連曲                         |
| 6月26日  | FUSIONIC STARS!!                                                                                      | ESオールスターズ | 「FUSIONIC STARS!!」                                                                      | ゲーム『あんさんぶるスターズ!!』関連曲                         |